# Белодол
Белодол (болг. Белодол) — село в Болгарии. Находится в Бургасской области, входит в общину Поморие. Население составляет 473 человека.

## Политическая ситуация
В местном кметстве Белодол, в состав которого входит Белодол, должность кмета (старосты) исполняет Али Халил Мустафа (Движение за права и свободы (ДПС)) по результатам выборов.
Кмет (мэр) общины Поморие — Петыр Георгиев Златанов (независимый) по результатам выборов.